# Jan Rowiński
Jan Rowiński (ur. 11 maja 1936 w Kiełpinach, zm. 2 stycznia 2023 w Piasecznie) – polski badacz stosunków międzynarodowych i dyplomata, badacz Chin.

## Życiorys
W 1959 ukończył studia na Uniwersytecie Pekińskim oraz w Instytucie Dyplomatycznym w Pekinie. W 1965 uzyskał doktorat, a w 1987 habilitację. Pracownik Ministerstwa Spraw Zagranicznych w latach 1960–1969 oraz 1993–2004, w tym w latach 1995–2001 jako zastępca ambasadora RP w Chinach w randze radcy–ministra pełnomocnego. W latach 1969–1993 i 2004–2007 analityk Polskiego Instytutu Spraw Międzynarodowych.
W 2002 został profesorem nadzwyczajnym Uniwersytetu Warszawskiego, pracował w Zakładzie Studiów Pozaeuropejskich Instytutu Stosunków Międzynarodowych UW. Członek Collegium Invisibile.
Wypromował co najmniej ośmioro doktorów, m.in. Justynę Szczudlik (2015).
Odznaczony Krzyżem Kawalerskim Orderu Odrodzenia Polski oraz Złotym Krzyżem Zasługi.
Syn Władysława i Haliny. Pochowany na Cmentarzu Komunalnym Północnym w Warszawie.

## Wybrane publikacje
- Dokumenty polityki zagranicznej Chińskiej Republiki Ludowej, 1971–1976, PISM, Warszawa 1977 (wybór i opracowanie)
- Z zagadnień polityki zagranicznej Chin (2 t.), PISM, Warszawa 1989
- Chiny a Stolica Apostolska: stosunki wzajemne i ich międzynarodowe implikacje, PISM, Warszawa 1991
- Chiny – Europa Środkowo-Wschodnia w latach 1989–1993, PISM, Warszawa 1994
- Polityka Chin (ChRL, Tajwanu) wobec Ukrainy: stosunki wzajemne w latach 1991–1994, PISM, Warszawa 1995
- Polski Październik 1956 w polityce światowej, PISM, Warszawa 2006 (red.)
- System konstytucyjny Chińskiej Republiki Ludowej, Wyd. Sejmowe, Warszawa 2006 (wspólnie z W. Jakóbcem)